# 金特冰原島峰
74°55′S 71°19′W / 74.917°S 71.317°W
金特冰原島峰（英語：Kinter Nunatak）是南極洲的冰原島峰，位於帕爾默地東部，屬於斯凱海冰原島峰的一部分，美國南極名稱諮詢委員會命名，現時由南極條約體系管理。